# Lajos Markusovszky
Lajos Markusovszky (niem.: Ludwig Markusovszky, ur. 25 kwietnia 1815 w Csorbie, zm. 21 kwietnia 1893 w Abbazii) – węgierski lekarz, chirurg.
Studiował na Uniwersytecie w Peszcie. W 1844 roku został doktorem medycyny i chirurgii, otrzymał też stanowisko asystenta Jánosa Balassyego (1814–1868). Przez pewien czas uczył się w Paryżu i, dzięki otrzymanemu stypendium, w Wiedniu u Wattmanna. W 1857 roku założył węgierskie czasopismo medyczne Orvosi Hetilap, wydawane do dziś. Wykładał na Uniwersytecie w Budapeszcie, obok Balassyego i Jendrassika był jednym z najbardziej cenionych nauczycieli. Po 1867 roku Doradca ds Uniwersytetu przy Ministerstwie Edukacji i Religii. Wieloletni przyjaciel Ignaza Semmelweisa. Był jedną z osób obecnych podczas historycznego pokazu pierwszej laryngoskopii wykonanej przez Johanna Nepomuka Czermaka na własnej krtani 13 listopada 1858.